# Trzin
Trzin – miasto w Słowenii, siedziba gminy Trzin. W 2018 roku liczyło 3869 mieszkańców.